# Sarah Natochenny
Sarah Natochenny, född 20 september 1987 i Forest Hills, New York, är en amerikansk skådespelare.
Natochenny har bland annat medverkat i TV-serierna Djungelboken och 44 katter. Hon har även medverkat i ett flertal Pokémon-produktioner bland annat filmen Pokémon – Filmen: Jag väljer dig!.

## Filmografi (i urval)
- 2010–2019 – Djungelboken (TV-serie)
- 2017 – Pokémon – Filmen: Jag väljer dig!
- 2018–2021 – 44 katter (TV-serie)
- 2021–2022 – Pokémon – Den ultimata resan: Serien (TV-serie)